# Angitula longicollis
Angitula longicollis är en tvåvingeart som beskrevs av Walker 1859. Angitula longicollis ingår i släktet Angitula och familjen bredmunsflugor. Inga underarter finns listade i Catalogue of Life.